# Historische Ratsbibliothek

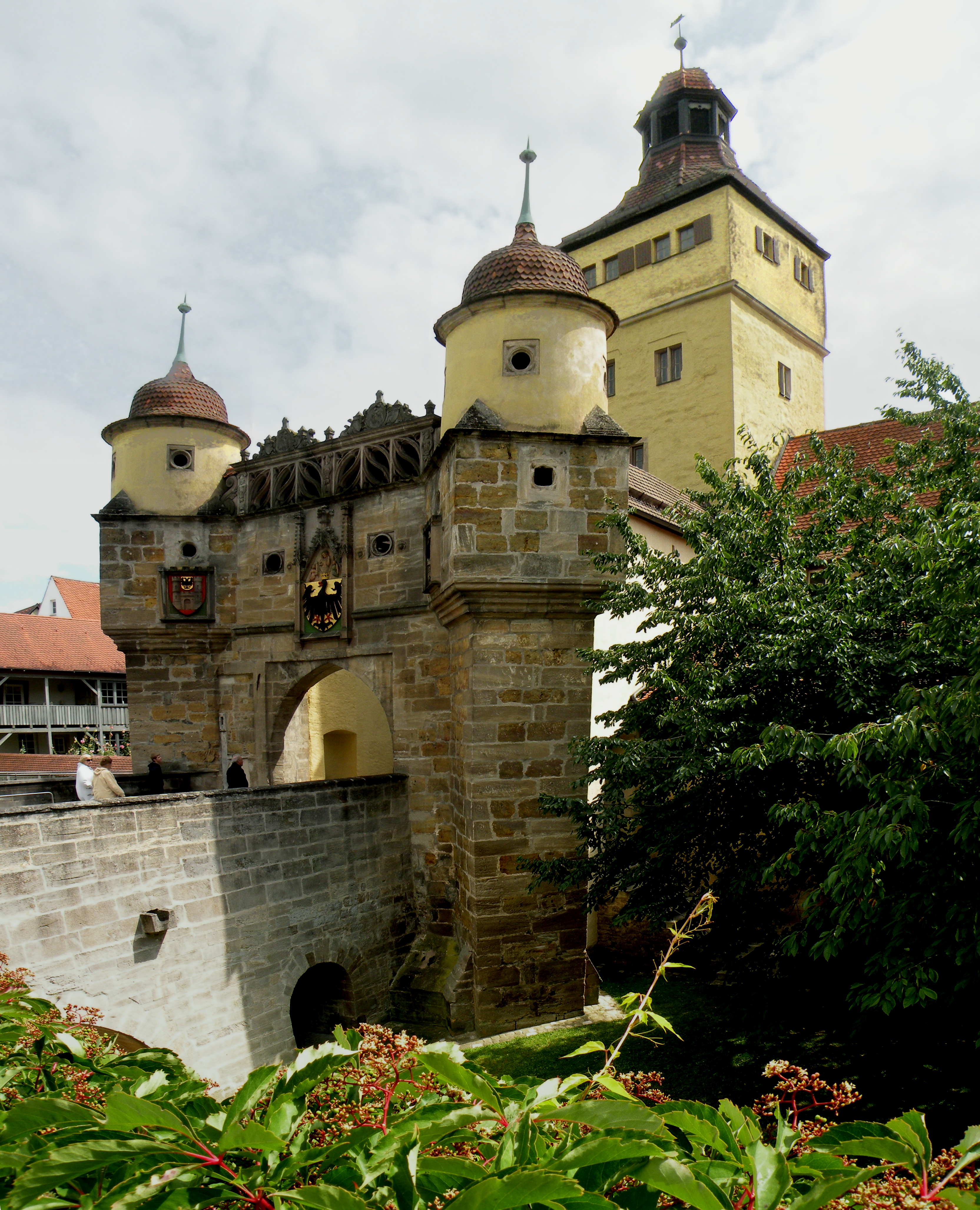
Im Ellinger Tor ist die Ratsbibliothek untergebracht

Die Historische Ratsbibliothek ist eine historische Schriftensammlung in der mittelfränkischen Stadt Weißenburg in Bayern, einer Großen Kreisstadt im bayerischen Landkreis Weißenburg-Gunzenhausen. Sie diente als Bibliothek des Rates der Reichsstadt Weißenburg. Die Bibliothek ist dem Stadtarchiv zugeordnet und ist im Ellinger Tor untergebracht.
Der Bestand der 1517 gegründeten Bibliothek umfasst etwa 3.100 Bände und wird seit dem Verlust der Reichsfreiheit 1802 nicht mehr erweitert. Die Weißenburger Ratsbibliothek gehört zu den ältesten noch erhaltenen Ratsbibliotheken in Bayern.

## Geschichte
Die Bibliothek entstand 1517 durch die Schenkung von etwa 200 Bänden des Gunzenhäuser Pfarrers und Stiftsdechanten Andreas Wurm. Diese enthielt vor allem juristische und theologische Literatur, aber auch antike Autoren wie Aristoteles und italienische Humanisten. Davon berichtete Johann Alexander Döderlein in seiner Chronik. Nachdem Weißenburg kurz darauf 1524 lutherisch wurde, wurden die meisten liturgischen Pergamenthandschriften zum Binden von Amtsbüchern und Rechnungen verwendet. Lediglich 20 Schriften blieben erhalten.
Zunächst betreuten Kirchendiener die Bibliothek, gegen Ende des 16. Jahrhunderts ging die Betreuung auf Schuldiener über. Die Oberaufsicht behielt das Pflegamt, das sämtliche Stiftungen der Stadt außer dem Heilig-Geist-Spital gemeinsam verwaltete.
Ende des 16. Jahrhunderts umfasste die Sammlung 75 zivilrechtliche, 40 kirchenrechtliche, 67 theologische und 90 philosophische Werke, die Johann Maternus Beringer (gestorben nach 1632) im ersten Katalog der Bibliothek festhielt. Die Werke standen in zwei Regalen, die nach ihrer Lage im Gebäude als Nord- und Südseite eingeteilt wurden. Der bis heute geltende Schwerpunkt auf juristische und theologische Werke war schon damals zu erkennen.
Bedeutende Schenkungen gab es 1629, 1634, 1662 und 1763. Die Bibliothek überstand den Dreißigjährigen Krieg offenbar unbeschadet. Direktor der Bibliothek war bis 1745 der Lateinschulrektor Johann Alexander Döderlein; unter ihm gab es kaum Neuanschaffungen. Am 18. Juni 1745 beschloss der Rat der Stadt, dass bei jeder Neuwahl und Ämtereinsetzung ein bis drei Dukaten zum Ankauf von Büchern entrichten mussten. 1749 wurde von Georg Lorenz Miderlein ein neuer Katalog für die Bibliothek erstellt. 1785 wurde die Allgemeine Literatur-Zeitung abonniert; der gebundene Jahrgang von 1802 stellt das jüngste Buch der Sammlung dar. Im gleichen Jahr wurden einem englischen Gesandten 8 Inkunabeln veräußert. 1811 regte die Regierung des Rezatkreises den Verkauf der Bibliothek an, zuvor war eine Überlassung an die Universitätsbibliothek Erlangen erwogen worden. 1807 wurden 7 Manuskripte nach Ansbach abgeliefert, 1896 veräußerte die Stadt zwei Missalen.
Nach 1802 musste die Bibliothek mehrmals umziehen. Im Jahr 1829 war die Bibliothek von dem Rektor der Studienschule, Johann Melchior Günther (1800–1865) neu geordnet worden. Günthers Verzeichnis umfasste erstmals alle Bücher in einer fortlaufenden Zählung. Sie ist es noch heute als Standortkatalog gültig. 1875 wurde die neue Stadtbibliothek Weißenburg gegründet. Den Zweiten Weltkrieg überstand die Bibliothek in den Gewölben des Rathauses unbeschadet. 1949 legten Friedrich Blendinger und Lina Baer einen zweibändigen Verfasserkatalog an, der bis heute unverändert in Gebrauch ist. 1977 erfolgte der Umzug in das Ellinger Tor.

## Standort
Die Bibliothek war nach der Wurms Schenkung 1507 in oder bei der Stadtkirche St. Andreas untergebracht, anschließend in Räumlichkeiten der Lateinschule. 1739 beschloss die Reichsstadt den Bau eines Bibliotheksgebäudes nahe dem Messnerhaus. 1806 wurde an der Stelle des Bibliotheksgebäudes eine neue Lateinschule gebaut, weswegen die Bücher zunächst im gegenüberliegenden Archidiakonatshaus deponiert wurden, anschließend ins alte und dann in das neue Lateinschulhaus gebracht. 1865 wurden sie auf den Boden des Rathauses und 1898 schließlich ins alte Fleischhaus gebracht. Die Ratsbibliothek wurde 1907 wieder im Alten Rathaus verwahrt.
Nach dem Umbau des Rathauses wurde die Bibliothek 1965 in einem geeigneten Raum neben dem Söller des Rathauses aufgestellt. Am 25. September 1975 beschloss der Stadtrat einstimmig, einem Antrag des Frankenbundes folgend, die Bibliothek in das unbewohnte Ellinger Tor zu verlegen, wo sie nach dessen Renovierung seit 1977 im zweiten, dritten und vierten Stockwerk untergebracht ist. Durch die dicken Wände des Ellinger Tors bleibt die Temperatur in der Bibliothek konstant.

## Bestand
Der Bestand umfasst 28 Handschriften und 208 Inkunabeln. Die Bibliothek verfügt über 3130 selbständige Werke: 465 aus dem 16. Jahrhundert, 2014 aus dem 17. Jahrhundert und 276 aus dem 18. Jahrhundert. Anfang des 19. Jahrhunderts umfasste die Bibliothek rund 3.200 Titel. Es sind 1977 lateinische, 1183 deutschsprachige und einige wenige griechische Werke vorhanden. Die älteste Bände stammen von der Stiftung Andreas Wurms.
Die Bibliothek ist in eine juristische, eine philosophische und eine theologische Sammlung unterteilt. Die juristische Abteilung mit einer großen Sammlung zum Römischen Recht sowie zum Kirchenrecht bildet den Hauptteil der Bibliothek; ihr gehören etwa die Hälfte der Bände an. Zu dieser Abteilung gehören die Rechtssammlung Justinian I. und zivilrechtliche Werke, unter anderem von Adso von Montier-en-Der. 1746 wurde für 141 Gulden das von Johann Christian Lünig herausgegebene Teutsche Reichs-Archiv angeschafft. Politologische Werke sind nicht vorhanden außer je einem Werk von Hugo Grotius und Jean Bodin.
Die theologische Abteilung besteht aus einer Reihe von Bibeln  aus mehreren Jahrhunderten (darunter die Lutherbibel von 1534), Schrifttum der Reformation sowie eine Sammlung von Leichenpredigten. Dazu gehören Werke zahlreicher Reformatoren wie eine zwölfbändige Gesamtausgabe der Werke Martin Luthers sowie die Werke von Kirchenvätern wie Ambrosius von Mailand und Hieronymus, einige wenige „katholische“ Werke blieben erhalten, darunter Predigten des Nikolaus von Dinkelsbühl.
Die philosophische Abteilung stellt mit etwa einem Fünftel den kleinsten Teil der Bibliothek. Obwohl sie der Lateinschule als Bibliothek diente und daher für den Unterricht notwendigen Werke enthielt, ist die Lehrbuchsammlung in der Bibliothek überschaubar. Der Bestand umfasst klassische Werke von Aristoteles, Gaius Julius Caesar, Marcus Tullius Cicero, Horaz, Ovid und Seneca sowie Humanisten wie Francesco Petrarca, Enea Silvio Piccolomini und Marsilio Ficino, ferner ein Raubdruck der Schedelschen Weltchronik sowie lateinische Grammatiken, die Cosmographia von Claudius Ptolemäus (ein Ulmer Druck von 1634) und einige wenige naturwissenschaftliche und medizinische Werke wie die Historia naturalis. Eine Sammlung von 121 Kalendern des 17. und 18. Jahrhunderts entstammt größtenteils aus dem Nürnberger Verlag W. Endter. Aus der Zeit des Dreißigjährigen Kriegs stammt eine große Zahl an Kriegsberichten, ferner sind Pesttraktate vorhanden.
Auffallend in der philosophischen Abteilung ist die Absenz von Werken der Aufklärung sowie internationaler Literatur und deutscher Poesie. Es sind nur wenige griechische Werke, nur wenige aristotelische Werke und wenige Historica vorhanden. Dies deutet auf einen eher „pragmatischen“ Verwendungszweck der Bibliothek, zugeschnitten an den Bedürfnissen der kleinen Reichsstadt. Vor allem im 17. und frühen 18. Jahrhundert wurde der Bestand der Bibliothek kaum erweitert. Es muss in der Reichsstadt zusätzlich zur Ratsbibliothek Buchsammlungen im Besitz von Medizinern und Lehrern gegeben haben, um den Mangel an medizinischen Werken und Schulbüchern zu erklären.

## Benutzung
Die Ratsbibliothek wurde in der Reichsstadtzeit neben dem Rat sowie den Kirchen- und Schulbedienten vom Stadtsyndikus und dem Stadtschreiber und den Lateinschülern mitgenutzt. Heute ist sie eine Präsenzbibliothek und nicht für den Publikumsverkehr geöffnet. Auf Anfrage im Stadtarchiv wird einem der Zutritt und die Benutzung gewährt.